# 奧格莫鎮區 (密歇根州)
奧格莫鎮區（英語：Ogemaw Township）是位於美國密歇根州奧格莫縣的一個行政鎮區。

## 地方資料
奧格莫鎮區的面積為94.28平方千米，當中陸地面積為94.02平方千米，而水域面積為0.26平方千米。根據2020年美國人口普查的數據，當地共有人口1154人，而人口密度為每平方千米12.24人。